# بني الحثيثي(ريمة)

تعديل مصدري - تعديل

قرية بني الحثيثي  هي إحدى قرى عزلة بني الضبيبي الواقعة ضمن
مديرية الجبين التابعة لمحافظة ريمة،
بلغ تعداد سكانها (431) نسمة حسب تعداد اليمن لعام 2004.

## المحلات التابعة للقرية
- الحقيب
- المغارب
- قصيع المالكي
- الشعوب
- الميدان

## روابط خارجية
- الدليل الشامــل